# Lemelerveld
Lemelerveld is een dorp in de gemeente Dalfsen in de Nederlandse provincie Overijssel. Veel inwoners spreken het Sallands streekdialect. De naam Lemelerveld komt van het oostelijker gelegen dorp Lemele. Het Kroonplein vormt het middelpunt van het dorp.

## Geschiedenis
Lemelerveld is ontstaan nadat  de Overijsselse Beetwortelsuiker Fabriek zich in 1866 vestigde aan het pas gegraven Overijssels Kanaal in een streek waar nieuwe landbouwgronden waren ontgonnen. Het dorp ontstond aan de kruising van het Overijssels Kanaal en de doorgaande weg van Ommen naar Raalte. 
Van 1910 tot 1935 had het dorp een station aan de spoorlijn Deventer - Ommen van de OLDO. Vanaf het station was er een spooraansluiting naar de suikerfabriek en de haven aan het kanaal.
Lemelerveld ontwikkelde zich tot een centrum voor aan- en afvoer van vooral agrarische producten. Het belangrijkste bedrijf en grootste werkgever in de omgeving bleef tot de sluiting in 1917 de suikerfabriek. Er kwamen ook andere industriële activiteiten. Met het toenemen van de werkgelegenheid groeide het dorp en werden scholen en kerken gesticht. Lemelerveld kent van oudsher drie kerken: een rooms-katholieke, een Nederlandse hervormde en een Nederlandse gereformeerde.

## Vier gemeenten

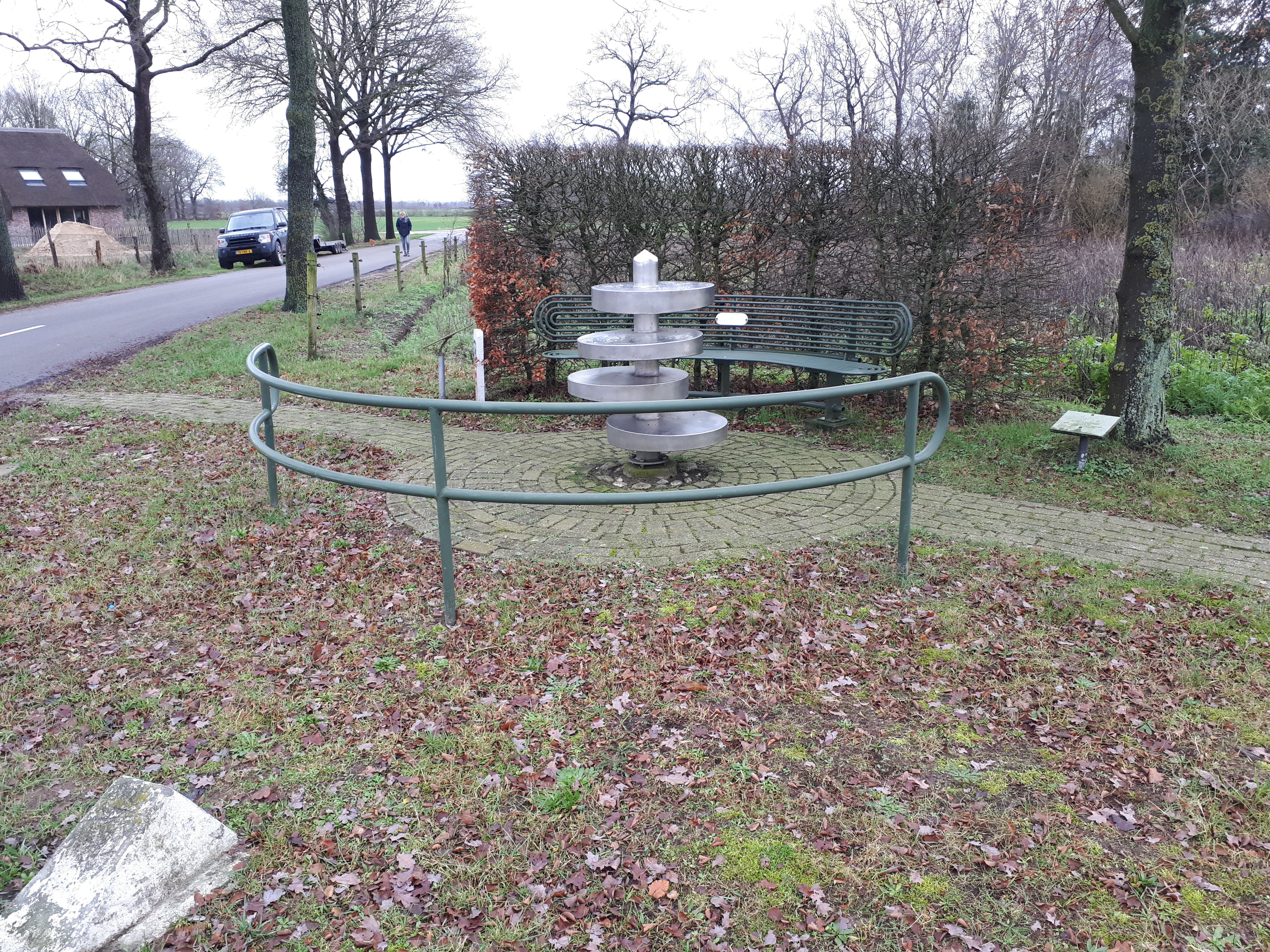
Monument op het raakpunt van vier voormalige gemeenten

Tot 1997 behoorde alleen de westelijke helft van het dorp bij de gemeente Dalfsen, de oostelijke helft hoorde bij Ommen en enkele buitengebieden bij Heino en Raalte. Ter herinnering aan de vroegere bestuurlijke indeling van Lemelerveld is er het kunstwerk "De Kruiskuil" dat op het voormalige viergemeentenpunt staat. In 1994 vond er hierover een referendum plaats, waarbij de uitslag was, dat de meerderheid van de Lemelerveldse bevolking de toenmalige situatie liever gehandhaafd zag. De uitslag was namelijk als volgt: 49% voor en 51% tegen.
De voormalige onderverdeling tussen de vier gemeenten is nu nog (gedeeltelijk) te herkennen in de verschillende postcodes binnen het dorp. Het deel dat voor 1997 in de gemeente Ommen lag heeft postcode 8151, het deel in "Dalfsen" en "Heino" heeft postcode 8152 en postcode 8153 is voor het deel "Raalte".

## Bereikbaarheid
Lemelerveld is gelegen halverwege Raalte en Ommen aan de N348. Voorheen was Lemelerveld gelegen aan de spoorlijn Deventer - Ommen. Na de opheffing van deze spoorlijn is het dorp voor openbaar vervoer afhankelijk geworden van het busvervoer. Met het openbaar vervoer is Lemelerveld te bereiken met lijn 167 (Zwolle - Dalfsen - Lemelerveld), buurtbus 518 (Lemelerveld - Raalte) en buurtbus 569 (Ommen - Lemelerveld). 's Avonds en in het weekend is er geen openbaar vervoer van/naar Lemelerveld.

## Sport en recreatie
- Klim-speel-en-zwempark Natuurlijk Heidepark
- Voetbalvereniging VV Lemelerveld
- Zweefvliegvereniging Aero Club Salland
- Tennisvereniging Lemelerveld
- Handbalvereniging LHC
- Volleybalvereniging De Bevers
- Judovereniging JV Salland
- Muziekvereniging Polyhymnia
- Scoutingvereniging De Verbinding
- Paardensportvereniging PSV Lemelerveld
- Tractorpulling team Black Cat
- Diverse carnavalsverenigingen

## Media
Sinds 2004 beschikt Lemelerveld over een eigen website onder de naam Sukerbiet.nl.